# Neogoniolithon megalocystum
Neogoniolithon megalocystum (Foslie) Setchell & L.R. Mason, 1943  é o nome botânico  de uma espécie de algas vermelhas pluricelulares do gênero Neogoniolithon, família Corallinaceae, subfamília Mastophoroideae.
- São algas marinhas encontradas no Japão, Filipinas, China, Austrália, ilhas de Comores, Micronésia e Polinésia Francesa.

## Sinonímia
- Goniolithon megalocystum  Foslie, 1904
- Goniolithon notarisii f. pacificum  Foslie, 1907
- Lithophyllum megalocystum  (Foslie) Lemoine, 1917
- Neogoniolithon pacificum  (Foslie) Setchell & L.R. Mason, 1943